# Heimertingen
Heimertingen är en kommun och ort i Landkreis Unterallgäu i Regierungsbezirk Schwaben i förbundslandet Bayern i Tyskland.
Kommunen ingår i kommunalförbundet Boos tillsammans med kommunerna Boos, Fellheim, Niederrieden och Pleß.